# جيمس روبنسون (لاعب كرة قدم أمريكية)
جيمس روبنسون (بالإنجليزية: James Robinson)‏ هو لاعب كرة قدم أمريكية ولاعب كرة قدم كندية أمريكي، ولد في 6 ديسمبر 1982.